# Métropole de Karystía et Skýros
La Métropole de Karystía et Skýros (en grec byzantin : Ιερά Μητρόπολις Καρυστίας και Σκύρου) est un évêché de l'Église orthodoxe de Grèce. Elle a son siège à Kými sur l'île d'Eubée et elle étend son autorité sur la moitié sud de l'Eubée et sur l'archipel de Skýros (moitié sud de l'archipel des Sporades).

## La cathédrale
- C'est l'église Saint-Athanase de Kymi.

## Les métropolites
- Séraphin (el) (né Roris à Kosmás en Cynourie-du-Sud en 1929) depuis 1968.

## Les usages de la titulature hors de l'orthodoxie
L'Église latine, entre 1771 et 1966, donna le titre d'évêque de Carystus à des évêques sans évêché.

## Le territoire
Il compte 95 paroisses réparties en trois doyennés.

### Doyenné d'Alivéri
26 paroisses dont :
- Alivéri (2 paroisses)
- Panaghia (1 paroisse)

### Doyenné de Caryste
24 paroisses dont :
- Caryste (1 paroisse)
- Almiropotamos (1 paroisse)

### Doyenné de Kymi
45 paroisses dont
- Kymi (4 paroisses)
- Île de Skyros (4 paroisses)

## Monastères
- Monastère Saint-Jean Baptiste à Achladéri, fondé au XVe siècle.